# Untamed Women
Untamed women è un film statunitense del 1952, diretto da W. Merle Connell, con Lyle Talbot.

## Trama
Il colonnello Loring, medico militare, ha eseguito un’operazione chirurgica sul capitano Steve Holloway, comandante di una squadriglia di bombardieri statunitensi durante la seconda guerra mondiale, recuperato come naufrago su un gommone nell’oceano. Steve ha subito una lesione al cervello dovuta molto probabilmente ad una forte esplosione, che lo ha lasciato in stato confusionale. Il dottore spera che, dopo l’operazione, Steve possa raccontare la propria vicenda in modo comprensibile, ed ha invitato il professor Warren per verificare l’attendibilità di alcuni fatti a cui il capitano ha alluso, e che necessitavano del suo intervento professionale come archeologo.
Steve si riprende, e racconta di come, durante un’azione di guerra, l’aereo da lui comandato fosse stato colpito dalla contraerea di una nave nemica e fosse stato costretto all’ammaraggio. L’equipaggio si era messo in salvo su un gommone, e, dopo alcuni giorni, era approdato su un’isola apparentemente disabitata. Ma una piccola comunità di sole donne armate di lance risultava abitare l’isola, ed aveva preso prigioniero l’equipaggio. Le donne parlavano una varietà arcaica della lingua inglese, e non erano a conoscenza dell’esistenza delle armi da fuoco o di una nazione chiamata Stati Uniti d’America: queste ed altre particolarità facevano ritenere all’equipaggio del bombardiere che le donne fossero rimaste ad uno stadio di civilizzazione primitivo.
La comandante della comunità di donne dell’isola, Sandra, racconta delle proprie origini: esse sarebbero ciò che rimane di una comunità druidica fuggita dalla Britannia negli antichi tempi dell’invasione delle truppe dell’impero romano. In seguito, un'orda di “uomini barbuti” sarebbe sbarcata sull’isola ed avrebbe catturato i membri della comunità, tranne appunto quelle donne che erano riuscite a nascondersi. Da allora le incursioni degli “uomini barbuti” avrebbero continuato a tormentare la comunità femminile. L’equipaggio statunitense, ritenuto facente parte degli “uomini barbuti”, viene condannato a morte, ma Sandra, inaspettatamente, li rimette in libertà, esortandoli alla fuga verso la valle sottostante il loro insediamento. Ma qui la loro vita viene ripetutamente messa in pericolo da incontri con pericolosi animali preistorici e piante carnivore.
In realtà Sandra, prospettando la fuga dei bombardieri, che avrebbe portato alla loro morte certa, aveva voluto contravvenire alla decisione del resto delle donne, che avrebbe preferito avvalersi degli americani al fine di non far estinguere la comunità. Le donne, contrariamente all’intento di Sandra, portano soccorso agli aviatori statunitensi e familiarizzano con loro.
Sandra stessa si convince dell’intento amichevole e non belligerante degli statunitensi solo quando questi le difendono in occasione di un ulteriore assalto degli “uomini barbuti”, nella lotta contro i quali perdono la vita uno dei bombardieri e Sandra stessa, che, prima di morire, consegna a Steve un amuleto ereditato dagli antenati, simbolo del potere.
Nello stesso tempo si verifica nell’isola una spaventosa eruzione vulcanica esplosiva, causa evidentemente della lesione cerebrale di Steve, che porta alla morte gli altri protagonisti, anzi, che cancellerà ogni traccia di vita sull’isola, nonché l’isola stessa. Il solo Steve riesce fortunosamente a riguadagnare il mare sul gommone utilizzato in precedenza, dal quale verrà tratto in salvo da una nave statunitense.
Al termine dell’apparentemente inverosimile racconto del redivivo Steve, al professor Warren viene consegnato l’amuleto di Sandra di cui il bombardiere è stato trovato in possesso, che l’archeologo identifica senz’ombra di dubbio come esempio di arte druidica di secoli addietro.